# Marienaltar (Lauterbach)

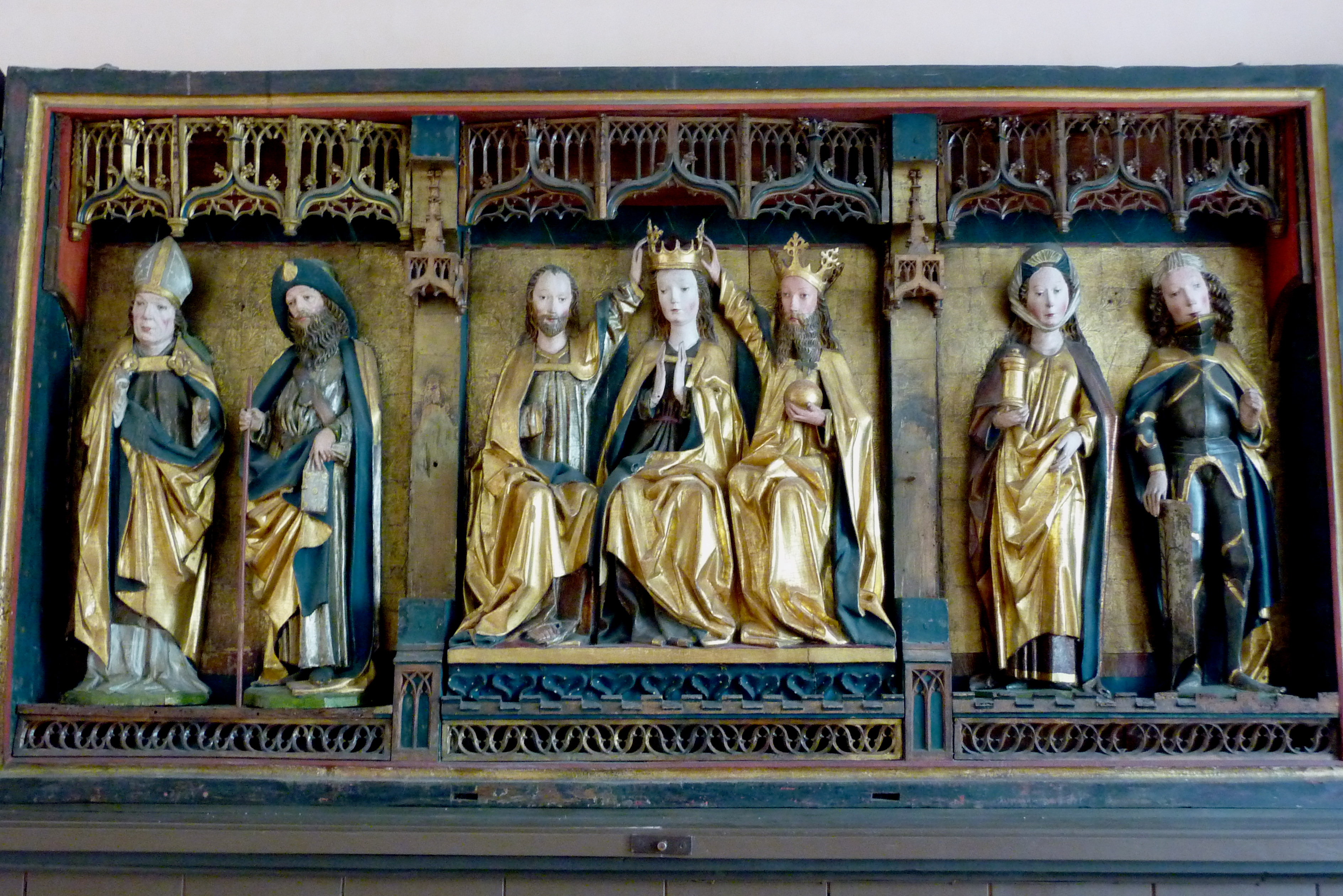
Innerer Schrein des Lauterbacher Marienaltars

Der Lauterbacher Marienaltar ist ein spätgotischer Doppelflügelaltar aus der Zeit um 1480. Er befand sich ursprünglich in der 1762 abgerissenen evangelischen Stadtkirche von Lauterbach im hessischen Vogelsbergkreis. Heute ist der Altar das bedeutendste Ausstellungsstück des Hohhaus Museums, das im ehemaligen Stadtpalais Hohhaus in Lauterbach untergebracht ist. Predella und Gesprenge des Altars sind nicht mehr erhalten. Weder der Name des Bildhauers noch der des Malers sind überliefert.

## Die drei Zustände des Marienaltars
Der Flügelaltar besitzt drei Wandlungen oder Zustände. Bei geschlossenem und einfach geöffnetem Zustand sind bemalte Tafeln zu sehen. Nur an Feiertagen wurde der Altar völlig geöffnet und der innere Schrein mit seinen vergoldeten Schnitzfiguren kam zum Vorschein.

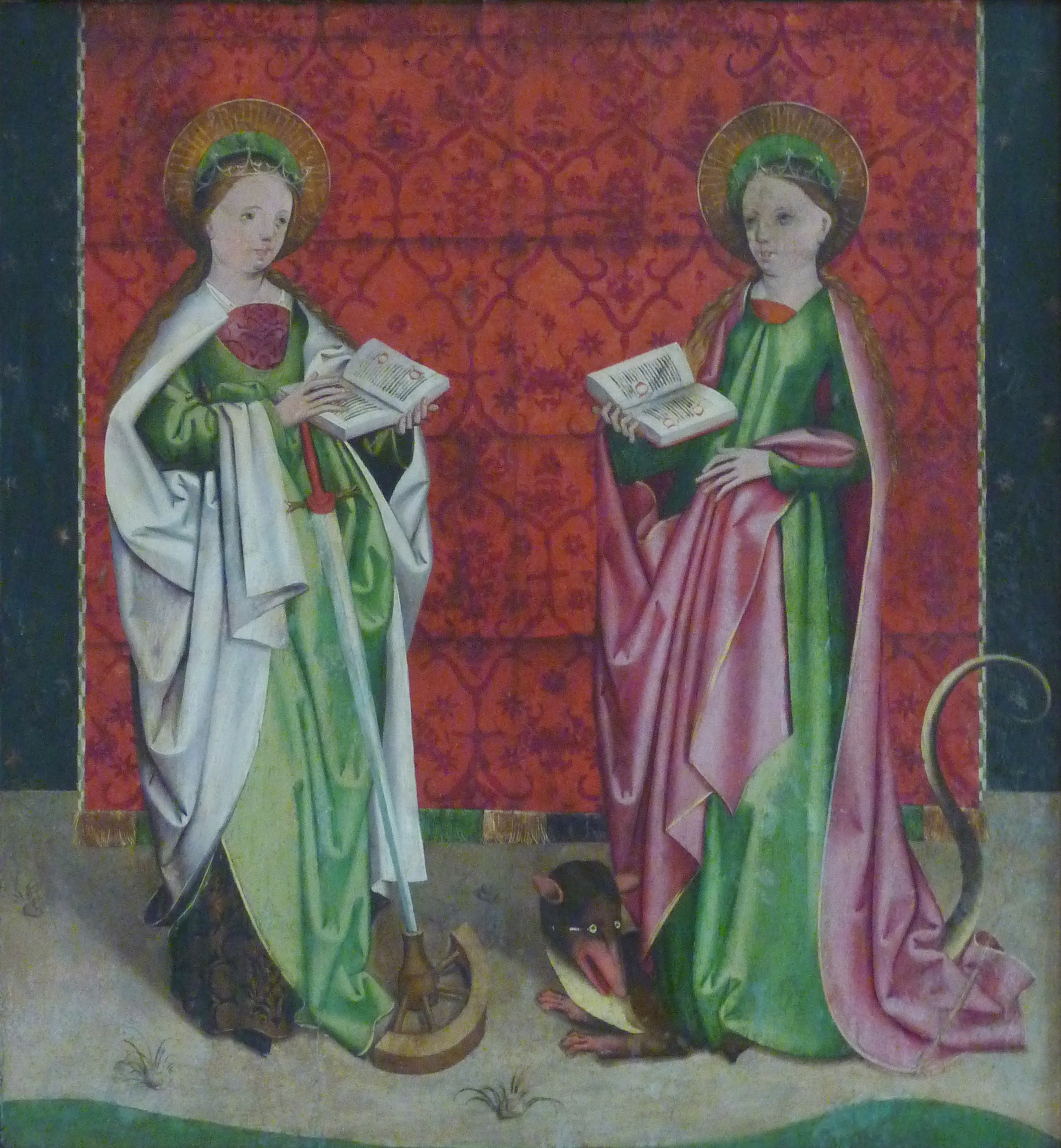
Heilige Katharina und heilige Margareta, linke Tafel bei geschlossenem Zustand
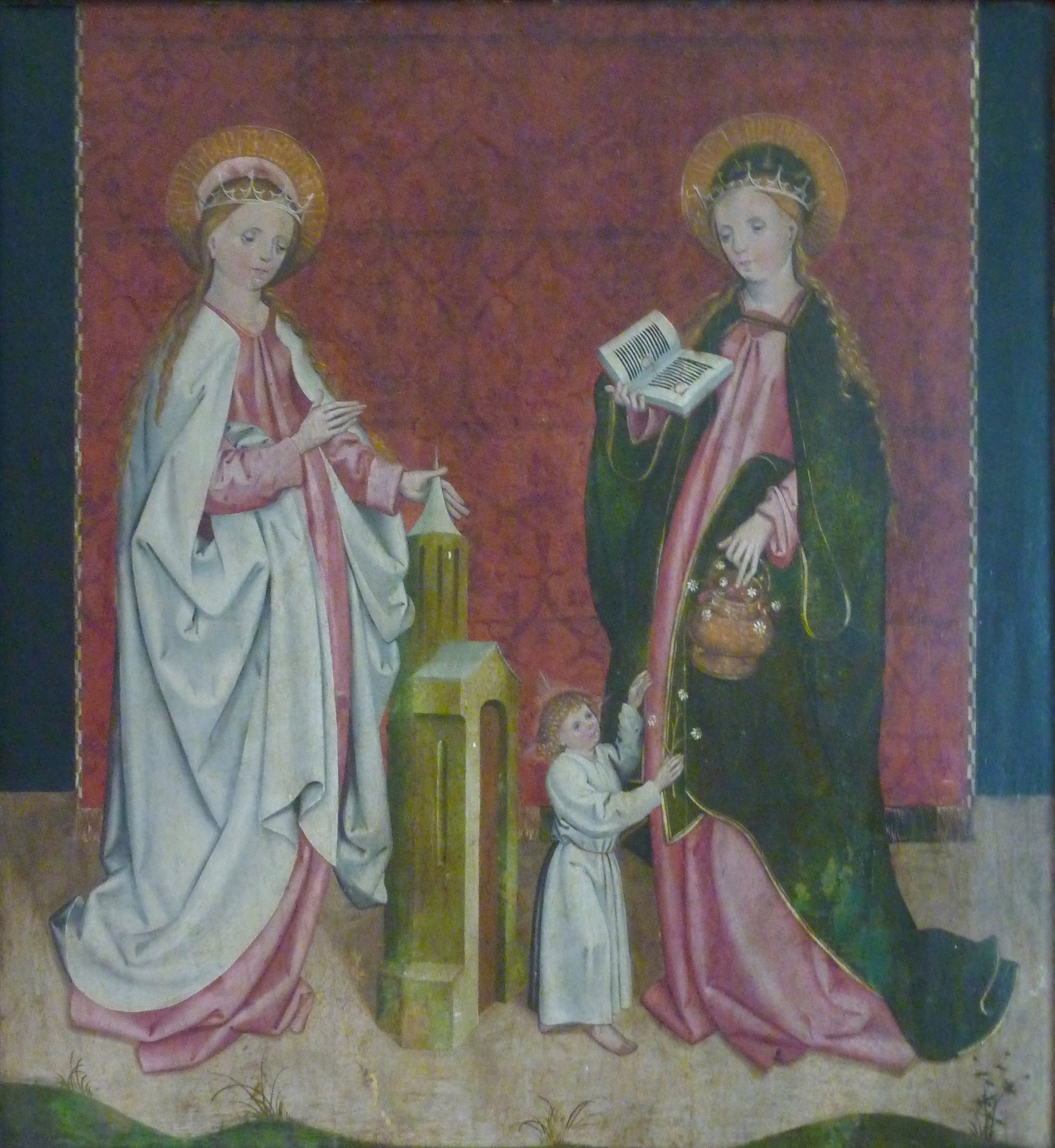
Heilige Barbara und heilige Dorothea, rechte Tafel bei geschlossenem Zustand
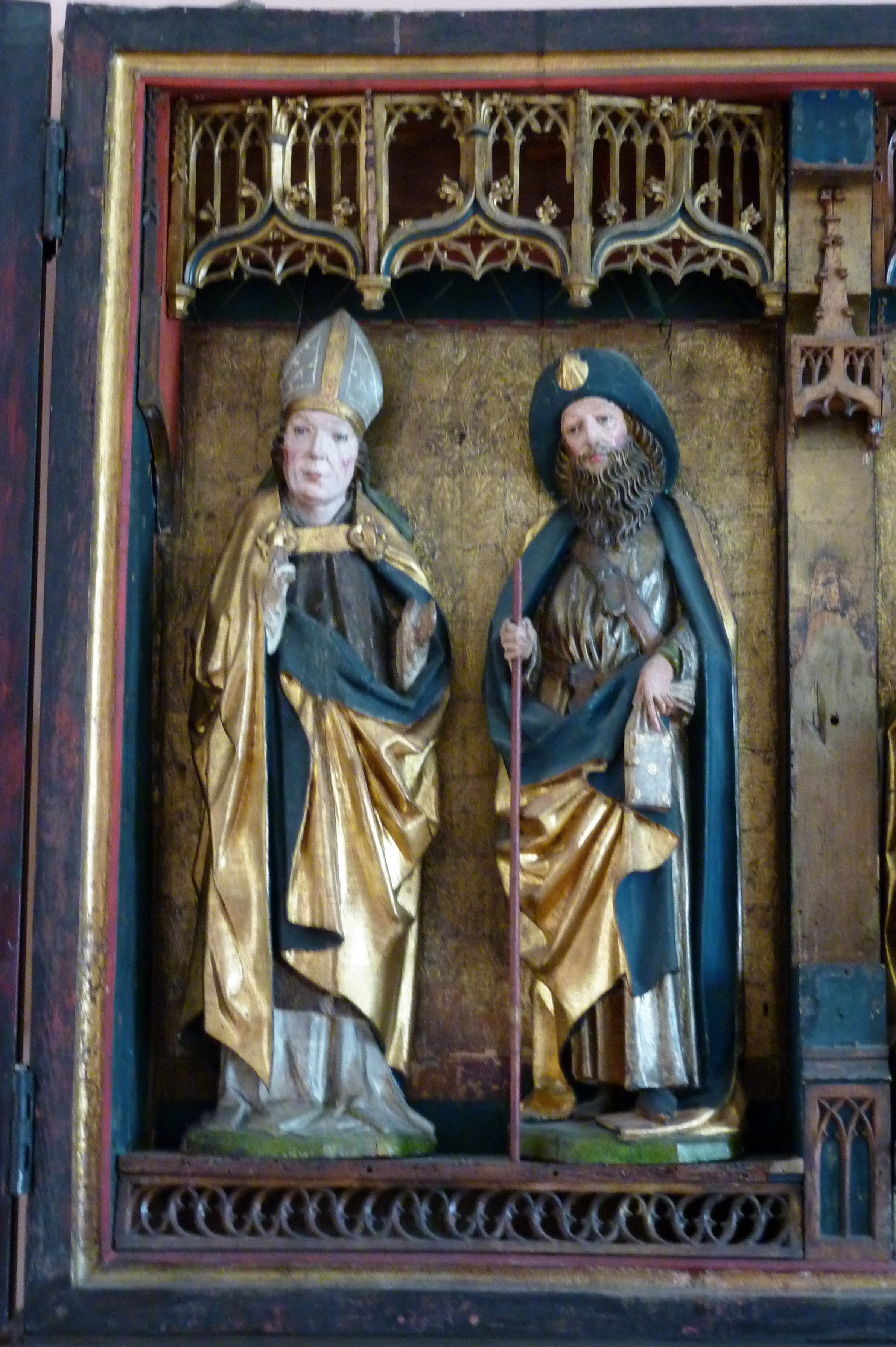
Heiliger Bonifatius und Apostel Jakobus, innerer Schrein
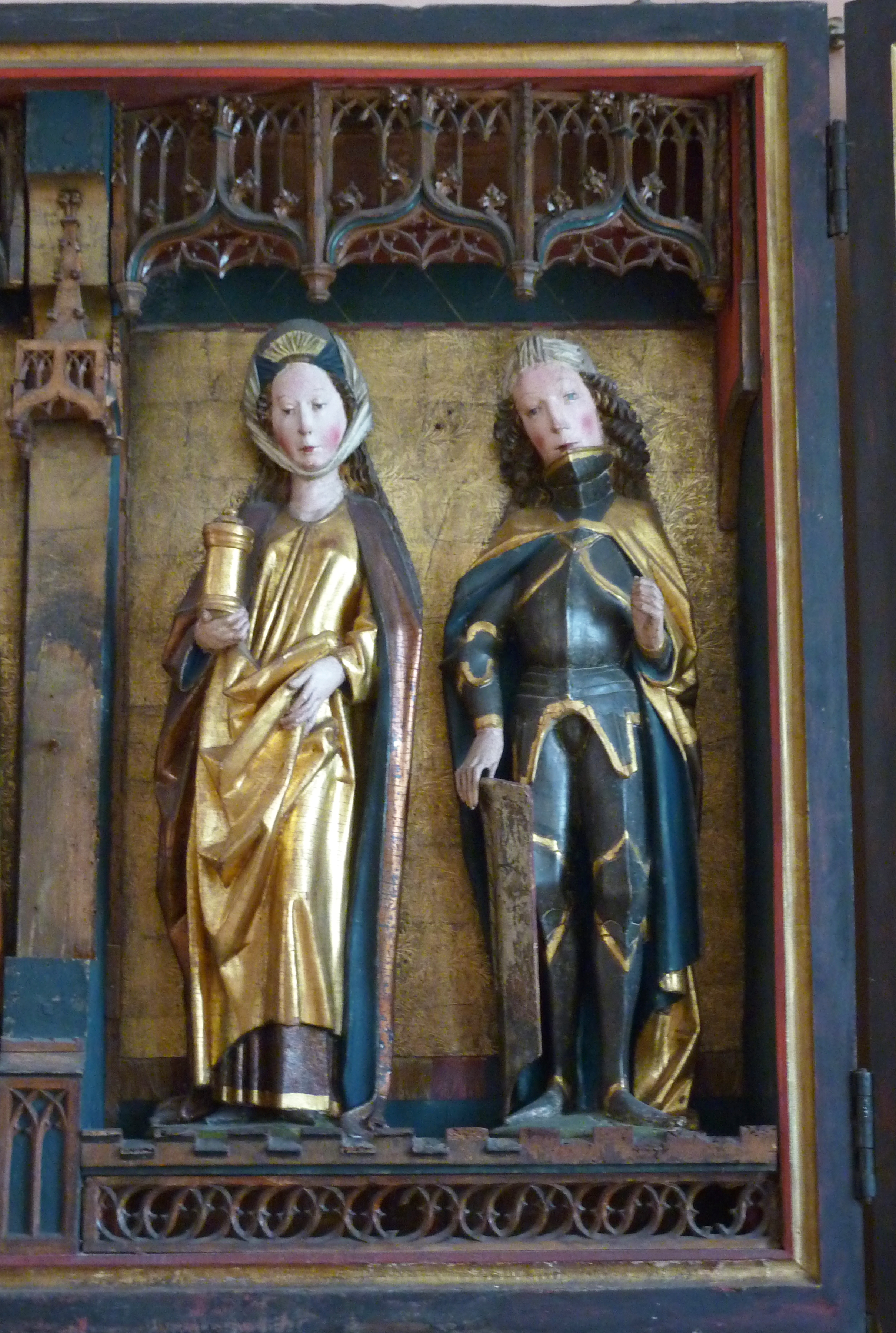
Maria Magdalena und Simplicius von Rom, innerer Schrein

### Geschlossener Zustand

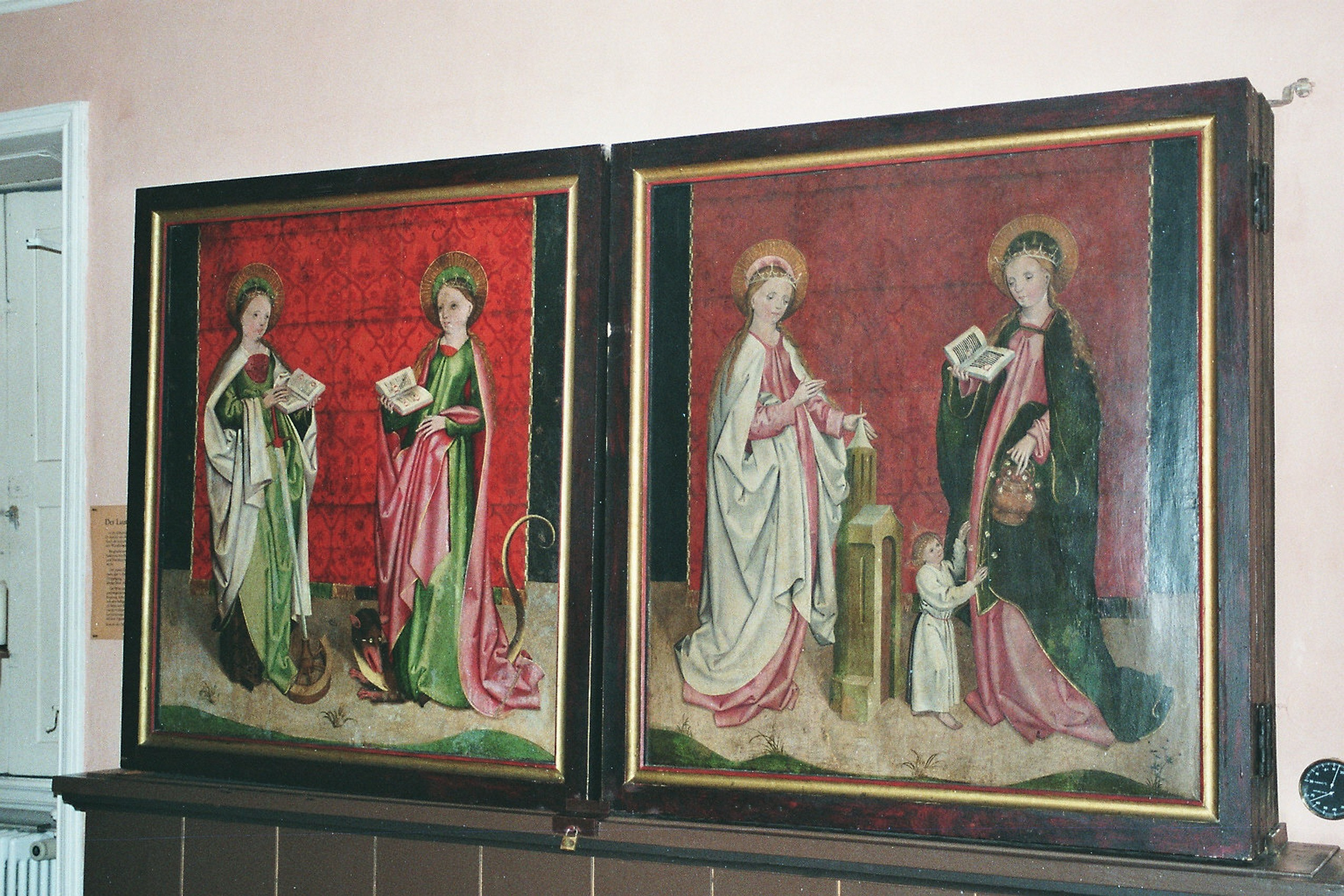
Marienaltar im geschlossenen Zustand

Die beiden Tafeln des Altars bei geschlossenem Zustand stellen die vier heiligen Jungfrauen dar. Auf der linken Tafel ist die heilige Katharina von Alexandrien mit ihren Attributen, dem Schwert und dem Rad dargestellt. Neben ihr steht die heilige Margareta von Antiochia auf einem Drachen. Die rechte Tafel zeigt die heilige Barbara von Nikomedien mit ihrem Attribut, dem Turm, in dem sie nach der Legende von ihrem Vater gefangen gehalten wurde. Die heilige Dorothea hält einen Blumenkorb in ihrer linken Hand, der ihr von dem mit einem weißen Gewand gekleideten Jesusknaben überreicht wurde, der an seinem Kreuznimbus erkennbar ist.

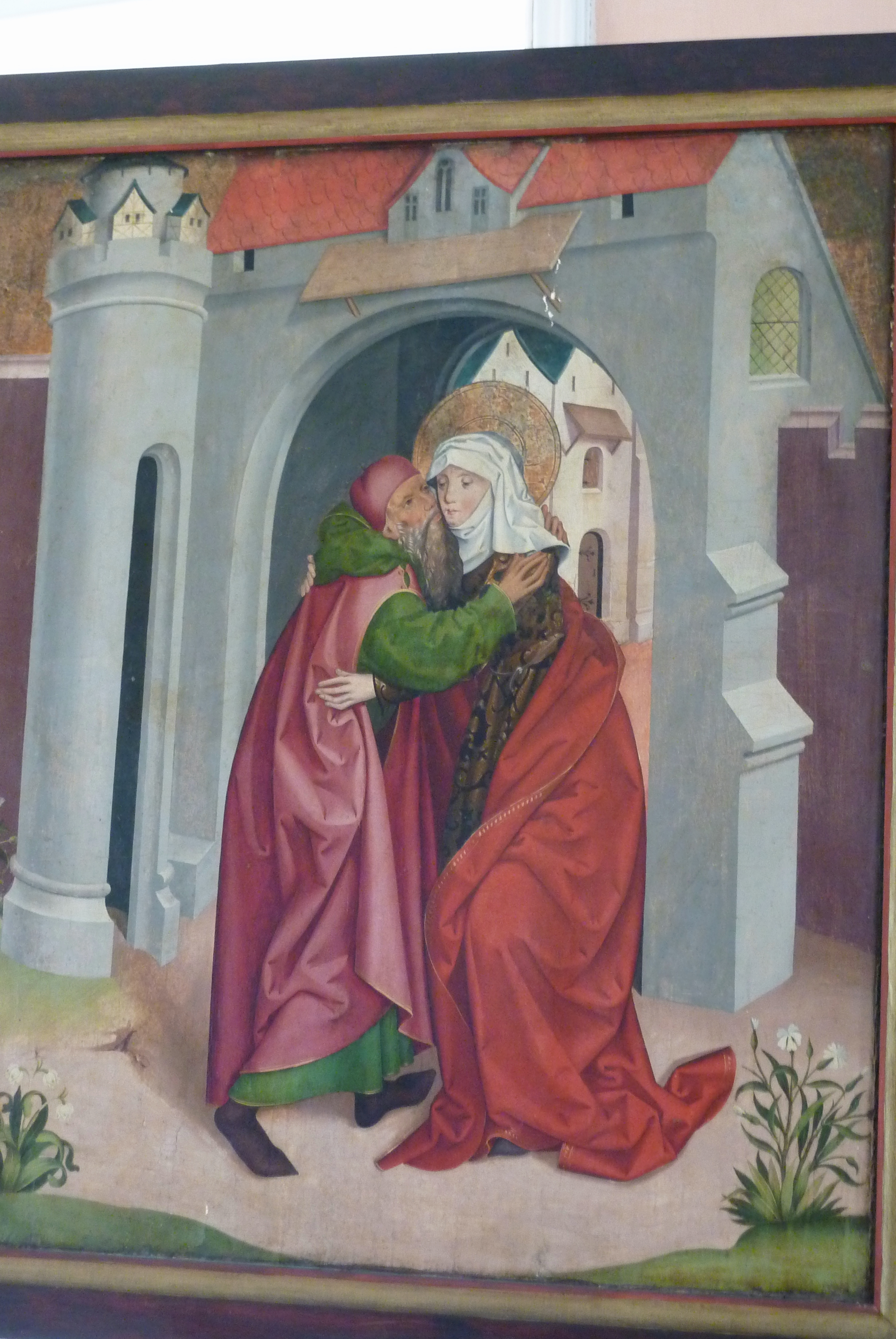
Anna und Joachim an der Goldenen Pforte

### Einmal geöffneter Zustand
Im zweiten Zustand des Altars werden vier Szenen aus dem Marienleben dargestellt. Die linke Tafel zeigt die Eltern Marias, den heiligen Joachim und die heilige Anna, bei ihrer Begegnung an der Goldenen Pforte. Die anderen Szenen stellen den Tempelgang Marias, die Heimsuchung und den zwölfjährigen Jesus im Gespräch mit den Schriftgelehrten im Tempel dar.

### Vollständig geöffneter Zustand
In der Mitte des Schreins wird die Marienkrönung dargestellt. Sie wird auf der linken Seite flankiert von den Skulpturen des heiligen Bonifatius, dem Schutzpatron des Bistums Fulda, und dem Apostel Jakobus dem Älteren. Die beiden Figuren auf der rechten Seite stellen Maria Magdalena mit ihrem Salbgefäß und den Patron der Stadt Lauterbach, den Heiligen und Märtyrer Simplicius von Rom dar. Die beiden äußeren bemalten Tafeln sind mit Szenen der Verkündigung und der Geburt Jesu versehen.